# شبح

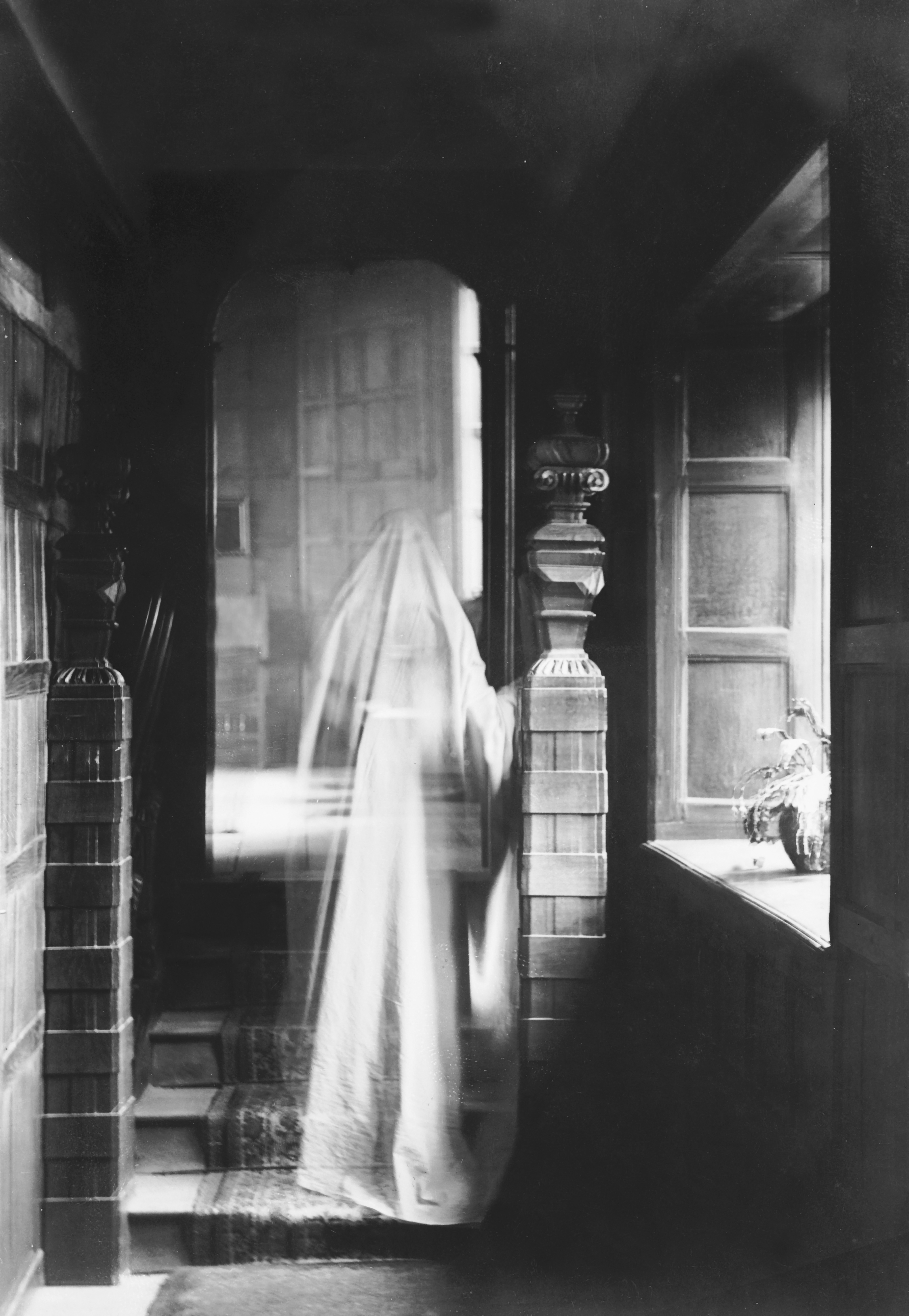
صورة لشبح، تم التقاطها بالتعريض المزدوج في عام 1899

في الفولكلور، يُعتبر الشبح تجسيدًا لروح أو نفس شخص ميت أو حيوان غير بشري قادر على الظهور للأحياء. تتعدد أوصاف الأشباح بين وجود غير مرئي، أو أشكال شفافة بالكاد تُرى، وصولًا إلى كيانات واقعية تشبه البشر. يُعرف السعي المتعمد للتواصل مع روح شخص متوفى باسم استحضار الأرواح، أو جلسة تحضير الأرواح في الروحانية. ومن المصطلحات المرتبطة بهذه الظاهرة: الظهور، المطاردة، الطيف، الخيال، الروح، الغول، والشيطان.
الإيمان بالحياة بعد الموت وظهور أرواح الموتى له جذور قديمة تمتد إلى عبادة الأسلاف ومعتقدات الأرواحية (الأنيمية) في الثقافات البدائية. وتشمل بعض الطقوس الدينية المخصصة لتهدئة أرواح الموتى الطقوس الجنائزية، وطرد الأرواح الشريرة، وممارسات السحر الروحي [الإنجليزية]. غالبًا ما يُصوَّر الشبح ككيان فردي شبيه بالإنسان، لكن هناك روايات تشير إلى ظهور مجموعة من الأشباح أو أرواح لحيوانات. يُعتقد أن هذه الكيانات تتعلق بأماكن أو أشياء أو أشخاص كانت لهم صلة بها خلال حياتهم. وفقًا لدراسة أجراها مركز بيو للأبحاث في عام 2009، أفاد 18% من الأمريكيين بأنهم شاهدوا شبحًا.
يتفق العلماء على عدم وجود أي دليل علمي يثبت وجود الأشباح، إذ يستحيل إثبات أو نفي وجودها علميًا. وقد تم تصنيف "صيد الأشباح" ضمن العلوم الزائفة. وعلى الرغم من قرون من التحقيقات، لم يعثر على أي دليل علمي يثبت أن أرواح الموتى تسكن أماكن معينة.
في حالات نادرة، قد تؤدي بعض الأدوية الموصوفة أو المتاحة بدون وصفة طبية، مثل أدوية النوم (لا سيما الزولبيديم والديفينهيدرامين)، إلى هلوسات تشبه رؤية الأشباح. كما أُشير في تقارير قديمة إلى ارتباط التسمم بأول أكسيد الكربون بظهور هلوسات شبحية.
في دراسات الفولكلور، تندرج الأشباح تحت التصنيف (E200–E599) الذي يتناول "الأشباح والكائنات العائدة من الموت".

## بعض القصص
خلال القرون الوسطى والقرنين التاسع عشر والعشرين، انتشرت مشاهدات الأشباح بصورة واسعة. وقد زادت شهرة هذه الظاهرة في القرن العشرين تحديدًا بعد تداول قصص عن ظهور شبح الرئيس تيودور روزفلت، وونستون تشرشل، وآيزنهاور، حيث زُعم أنهم رأوا هذا الشبح وأحسوا بوجوده.
من بين القصص الشهيرة التي تعزز الإيمان بوجود الأشباح، قصة القس الروسي ديمتري. ففي ليلة شتاء عام 1911م، التقى القس المعروف بصدقه شابة جميلة طلبت منه إرشادها إلى الطريق. لبى طلبها على الفور، لكنه صُدم عندما لاحظ أن رقبتها تنزف دمًا. لاحقًا، تأكد أن فتاة نبيلة تحمل نفس صفات تلك الشابة قُتلت في الليلة السابقة، وقد تم قطع رأسها بالكامل.
يستشهد الباحثون المؤيدون لظاهرة الأشباح بمثل هذه القصص كأدلة دامغة على وجودها، متسائلين: ما الذي يدفع شخصية محترمة مثل القس ديمتري أو شخصية مرموقة كروزفلت إلى ادعاء رؤية أشباح، وهم يعلمون أن ذلك قد يضر بمصداقيتهم؟
تُربط ظاهرة ظهور الأشباح عادةً بأماكن أو مواقع محددة مثل المنازل، السفن، أو المناطق المهجورة. هناك مواقع عديدة اشتهرت بظهور الأشباح المتكرر، من بينها قلعة غلاميس [الإنجليزية] في مدينة ستراثمور الاسكتلندية، والذي يُعتبر من أشهر المواقع المسكونة في العالم. يعود تاريخ هذا القصر إلى أحداث مأساوية ومرعبة، منها مقتل الملك مالكولم عام 1034م على يد متمردين، ثم إحراق جانيت دوجلاس، سيدة القصر، بتهمة الشعوذة. لاحقًا، ثبتت براءتها، إلا أن الأساطير تقول إن شبحها لا يزال يحوم في ممرات القلعة.
تتباين تفسيرات ظاهرة الأشباح. يعتقد بعض الناس أنها متعلقة بالجن، بينما يرى باحثون بريطانيون بعد دراسات طويلة على المنازل التي يُقال إنها مسكونة بالأشباح، أن جميعها تقع فوق مجارٍ مائية تمر فوق صخور الجرانيت. يُعتقد أن احتكاك الماء بهذه الصخور يولد طاقة كهرومغناطيسية تؤثر على عقول سكان المنزل، ما يؤدي إلى هلوسات تجعلهم يتخيلون رؤية أشكال هلامية وأشباح.
من أبرز الحوادث التي حيرت العلماء حادثة الرحلة رقم 401 عام 1972، حين تحطمت طائرة تابعة لشركة "إيسترن" الجوية في مستنقع "إيقر جلاديس"، ما أسفر عن مقتل جميع ركابها البالغ عددهم 176 شخصًا. بعد الحادثة، انتشرت تقارير عن ظهور أشباح طاقم الطائرة المنكوبة في طائرات الشركة بل وحتى طائرات شركات أخرى. حاولت الشركة التعتيم على الموضوع، فصلت الموظفين الذين رددوا هذه القصص، لكن الإشاعات تزايدت. اضطرت شركات الطيران الأمريكية حينها إلى إصدار منشور يحث الموظفين على التعامل بهدوء مع هذه الظواهر باعتبارها أحداثًا غامضة لا تفسير لها.
مع مرور الوقت، بدأت هذه الحوادث تتلاشى تدريجيًا، حيث اعتبر الكثيرون قصص الأشباح في الطائرات مجرد خرافات وأساطير بشرية لا أساس لها من الصحة.

## التفسير العلمي لظاهرة الأشباح
يرى بعض العلماء أن هنالك تفسيرات علمية لهذه الظاهرة الغامضة، وأن موضوع الأشباح يمكن تفسيره كالآتي:
1. الحقول المغناطيسية: لقد أظهرت بعض الدراسات أن الحقول المغناطيسية الأرضية عندما تضرب من قبل الرياح الشمسية، فإن ذلك ينعكس بتأثيره على عقل الإنسان وخاصة منطقة الفص الصدغي، حيث أجريت دراسات حول هذه النظرية لم تثبت صحتها بعد.

1. أثبت أن التسمم بغاز أحادي أوكسيد الكاربون له آثار جانبية في حاسة السمع والبصر، حيث كان شعب الإغريق القدماء يستخدمون هذا الغاز ضد أعدائهم لاعتقادهم أنه يسبب نوعًا من الهلوسة.

## تفسير المعتقد الإسلامي
حسب المفهوم الإسلامي يعتقد بأن هناك مخلوقات خلقها الله من مارج من نار لكنها خفية وتسمى الجن، والجن على نوعين جن مؤمن لا يؤذي الإنسان وجن آخر هو كافر أو كما يسمى بالشياطين، وهو الذي يحاول مس الإنسان أو إفزاعه وإخافته ويتجسد بصور أحيانًا وتكون على صورة شخص ميت أو على هيئة صور مرعبة.
أما المعتقد هو أن الأشباح هي أرواح الموتى فهذا معتقد خاطىء بالنسبة للإسلام والمسلمين؛ لأن الموتى لا ترجع أرواحهم للحياة الدنيا، وأرواح الموتى حسب المعتقد الإسلامي في عالم البرزخ المعزول عن حياة الناس وعن التأثير عليهم.
نفى الدين الإسلامي أن الأشباح هي أرواح الموتى، لكن آمن بأن الأشباح هي نفسها الجن الذين لا يمكن رؤيتهم بالعين المجردة وأنّ ظهور الشبح وتخويفه للإنسان هي نفس العملية التي يقوم بها الجن الذي يتلبس الإنسان.